# Dinamizzazione
La dinamizzazione o potenziamento (dal greco dynamis, che vuol dire «forza», «energia») è una pratica pseudoscientifica che indica la particolare metodologia di produzione dei preparati omeopatici. Questi infatti, perché possano definirsi tali, devono attraversare due principali forme di preparazione: la diluizione di una  sostanza-base in acqua o alcool, che da sola però non è sufficiente, e appunto la «dinamizzazione», che consiste nel sottoporre la sostanza appena diluita ad una serie rigorosa di scuotimenti. A seguito di tale procedura il preparato finale non presenta traccia alcuna (o tracce irrilevanti) della sostanza originaria.

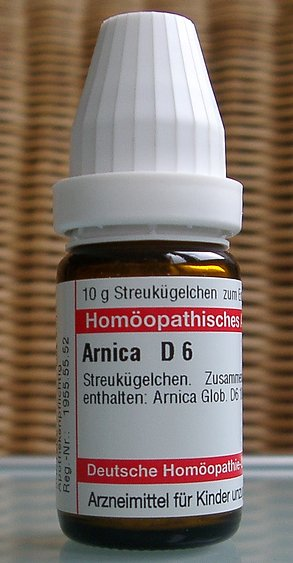
Boccetta contenente Arnica montana D6, cioè diluita in quantità decimale e dinamizzata 6 volte

## Metodo
Dopo ogni diluizione, la boccetta contenente la soluzione deve subire un numero di 100 succussioni in senso verticale, da effettuarsi con movimenti netti e rapidi, che possono essere fatti a mano oppure tramite apparecchi meccanici.

### Sigla
Ogni preparato riceve così una sua propria sigla, corrispondente al tipo di diluizione e a quante serie da 100 scuotimenti ha subito: vi possono essere, ad esempio, 1, 2, 10, 15, 30, fino a 100, o 200 serie di 100 scuotimenti l'una (200 serie corrisponderebbero a 200 * 100 succussioni); dopo ogni serie si ripete la diluizione. Le dinamizzazioni vengono chiamate basse fino a 9 serie, medie fino a 30, alte fino a 200, altissime quelle oltre 200.
Il tipo di diluizione, invece, può essere decimale se la sostanza madre viene diluita in un contenuto d'acqua e alcool che sia pari, in proporzione, a 9 volte il suo volume, e si indica con «DH» (o «X» secondo la numerazione romana). È centesimale se la sostanza viene diluita in un contenuto pari a 99 il suo volume, e si indica con «CH». Se millesimale, la diluizione avviene in contenuto pari a 999 il volume della sostanza, e si indica con «MH». Più recentemente si usa anche la diluizione cinquantamillesimale, indicata con «LM». Vi possono essere tuttavia svariate forme di diluizione, anche milionesime («MM»).
La quantità delle dinamizzazioni, detta anche potenza, insieme al tipo di diluizione, compongono così la sigla del preparato: ad esempio «2D» significa che la sostanza madre ha subito 2 serie di scuotimenti (da 100 l'una) e che la diluizione (ripetuta entrambe le volte) è stata di tipo decimale.
Altri esempi:
| Scala D | Scala C | Diluizione           | Note                                                                                      |
| ------- | ------- | -------------------- | ----------------------------------------------------------------------------------------- |
| 1D      | —       | 1:10                 | Descritta come la più bassa potenza: una sola serie di scuotimenti di diluizione decimale |
| 2D      | 1CH     | 1:102 ovvero 1:100   | 1 serie di scuotimenti di diluizione centesimale                                          |
| 12D     | 6CH     | 1:1012 ovvero 1:1006 | 6 serie di scuotimenti di diluizione centesimale                                          |
| D16     | 8CH     | 1:1008               | 8 serie di scuotimenti di diluizione centesimale                                          |
| D24     | 12CH    | 1:10012              | 12 serie di scuotimenti di diluizione centesimale                                         |
| D48     | 24CH    | 1:10024              | 24 serie di scuotimenti di diluizione centesimale                                         |
| D120    | 60CH    | 1:10060              | 60 serie di scuotimenti di diluizione centesimale                                         |
| D800    | 400CH   | 1:100400             | 400 serie di scuotimenti di diluizione centesimale                                        |

La presente tabella confronta le bilance di diluizione D e CH e le equipara con diluizioni equivalenti: la concentrazione del materiale di partenza in una potenza CH6 e in una D12 è la stessa, ma secondo l'insegnamento omeopatico le potenze C6 e D12 hanno proprietà differenti perché alla sostanza potenziata 12 volte è attribuito un effetto maggiore.

## Agricoltura biodinamica
La dinamizzazione è una pratica utilizzata anche in agricoltura biodinamica, ad esempio per dinamizzare l'acqua, o amplificare le capacità dei cornoletami.